# Тайбейське представництво в Німеччині
Тайбейське представництво у Федеративній Республіці Німеччина (кит. трад. 駐德國台北代表處, піньїнь: Zhù Déguó Táiběi Dàibiǎo Chù; нім. Taipeh Vertretung in der Bundesrepublik Deutschland) представляє інтереси Тайваню в Німеччині за відсутності офіційних дипломатичних відносин, функціонуючи як де-факто посольство.
Базується в Берліні, а також має офіси y Франкфурті, Гамбурзі та Мюнхені. Його аналогом на Тайвані є Німецький інститут Тайбей.

## Історія
Китайська Республіка була державою-переможницею Другої світової війни, тому направила військову місію до окупованого Берліна. Однак після війни вона не відновила дипломатичних відносин ні зі Східною, ні з Західною Німеччиною. Його перший офіційний офіс було засновано y 1956 році в Бад-Годесберзі в Бонні y тодішній Західній Німеччині як Freichina- Presse und Informationsdienst («Служба преси та інформації вільного Китаю»), пізніше y 1972 році став Büro der Fernost-Informationen («Бюро інформації Далекого Сходу»).
У 1992 році воно стало Taipei Wirtschafts- und Kulturbüro або «Економічне та культурне бюро Тайбея». У 1997 році він отримав свою нинішню назву. У жовтні 1999 року Тайбейське представництво переїхало до Берліна, a також були відкриті офіси у Франкфурті, Гамбурзі та Мюнхені. У Дюссельдорфі також є Тайванський торговий центр.

## Представництва та консульські округи
| Місія | Місія                                 | Консульський округ                                                               |
| ----- | ------------------------------------- | -------------------------------------------------------------------------------- |
|       | Тайбейське представництво в Німеччині | Берлін, Бранденбург, Саксонія, Саксонія-Ангальт, Тюрінгія                        |
|       | Франкфуртський офіс                   | Північний Рейн-Вестфалія, Гессен, Рейнланд-Пфальц, Саар                          |
|       | Офіс у Гамбурзі                       | Гамбург, Бремен, Нижня Саксонія, Шлезвіг-Гольштейн, Мекленбург-Передня Померанія |
|       | Мюнхенський офіс                      | Баварія, Баден-Вюртемберг                                                        |

## Представники
- Агнес Хва-Юе Чен[5]
- Ши Джи Вей (обіймає посаду з 2016 р.)